# جکی گلگر (بازیکن فوتبال)
جکی گلگر (انگلیسی: Jackie Gallagher؛ زادهٔ ۶ آوریل ۱۹۵۸) بازیکن فوتبال اهل بریتانیا است.
از باشگاه‌هایی که در آن بازی کرده‌است می‌توان به باشگاه فوتبال پیتربورو یونایتد، باشگاه فوتبال دیس تاون، باشگاه فوتبال فکنهام تاون، باشگاه فوتبال تورکی یونایتد، باشگاه فوتبال ولورهمپتون واندررز، باشگاه فوتبال لینکولن سیتی، باشگاه فوتبال کترینگ تاون، باشگاه فوتبال بوستون یونایتد، باشگاه فوتبال گرنثم تاون، باشگاه ایسترن اسپورتز، و باشگاه فوتبال ویسبچ اشاره کرد.